# Ernst Georg Olivier Wallis
Ernst Georg Olivier baron Wallis (gestorven 6 september 1689) was een Oostenrijks veldheer van Ierse afkomst. Hij stierf in 1689 als veldmaarschalk-luitenant in het keizerlijk leger bij de belegering van Mainz, tijdens de Negenjarige Oorlog.
Hij was de vader van de veldheer, graaf Georg Olivier Wallis.